# Eduardo Bustos Montoya
Eduardo Ariel Bustos Montoya, voetbalnaam Tati Montoya, (Rosario, 3 oktober 1976) is een Argentijns voetballer.
Montoya is in Nederland vooral bekend van zijn tijd als spits bij Feyenoord. Hierna speelde hij nog in Mexico en Japan alvorens terug te keren in Argentinië. Tussen 2007 en 2009 speelde hij in Griekenland.

## Loopbaan
- 1995/ 12-96 Rosario Central
- 01-97/ 09-97 Feyenoord (12 wedstrijden, 1 doelpunt)
- 1997/ 12-98 Rosario Central (21 1)
- 01-98/ 12-99 Atlas Guadalajara
- 01-00/01 Avispa Fukuoka
- 2001 Atlas Guadalajara
- 2002 Chacarita Juniors (16 6)
- 2002 CA Lanús (37 13)
- 2003 CA Banfield (37 12)
- 2004/06 Independiente (33 8)
- 2006/07 Quilmes Atlético Club (24 3)
- 2007/09 Levadiakos (34 10)
- 2009/10 Club Atlético Temperley (29 3)
- 2010/11 Club Atlético Central Córdoba (16 1)